# Большая Черемшанка (река, впадает в озеро Ильменское)
Большая Черемшанка (или Черемшанка) — река в Ильменском заповеднике, в Миасском городском округе (Челябинская область, Россия). Впадает в Ильменское озеро. Длина реки — 9 км.

## Описание
Река Большая Черемшанка протекает в южной части Ильменского заповедника. Является самой большой рекой заповедника. Её длина — 9 км. Впадает в озеро Ильменское. Протекает по глубокому логу с крутыми, обрывистыми склонами, в котором много зарослей черёмухи. Имеет 4 правых притока: Малая, 1-я, 2-я, 3-я Черемшанки. Река впервые отмечена на карте 1815 года.